# Lurdes R. Basolí
Lurdes Rodríguez Basolí (Granollers, 1981) es una fotógrafa española reconocida internacionalmente por su trabajo fotoperiodístico. Se dedica a la fotografía documental y editorial, y a la docencia.

## Formación
Licenciada en Comunicación Audiovisual por la Universidad Ramon Llull en 2004 y con un Posgrado en Fotoperiodismo por la Universidad Autónoma de Barcelona (UAB) en 2005, Basolí se ha dedicado a la fotografía documental colaborando en diferentes publicaciones nacionales e internacionales. Reside entre Barcelona y San Sebastián pero ha viajado por diferentes países en su labor profesional.
Al poco de acabar sus estudios y empezar su trabajo en el ámbito de la fotografía documental, comenzó a obtener becas y premios que impulsaron su carrera. En 2005, le otorgan la beca de Fotoperiodismo de Gijón y dos años más tarde la beca de los Encuentros de Fotoperiodismo de Albarracín. En 2008, recibió el premio Descubrimientos de PHotoEspaña. Un año después obtuvo la beca Fotopress de LaCaixa. El gran premio internacional le llegó en 2010 cuando la Agencia Magnum le otorga el premio Inge Morath, dedicado a jóvenes documentalistas menores de 30 años. Será la primera española en obtenerlo. Se lo concedieron a raíz del trabajo ‘Caracas, la sucursal del cielo’ trabajo documental de 35 fotografías en blanco y negro sobre los suburbios de la capital venezolana. Fue a partir de este trabajo del que años más tarde surgió el proyecto Danube Revisited.

## Trayectoria
La fotoperiodista orienta su carrera profesional a la fotografía documental. La elección y el planteamiento de los temas, conjuntamente con una visión muy personal de los mismos, da la fuerza a su trabajo. Venezuela, Cuba, Chernóbil, Dubái y Guatemala son algunos de los lugares sobre los que ha trabajado, en busca de historias de interés social y humano. Sus reportajes más conocidos son "Caracas, la sucursal del cielo" en el que se muestra, en blanco y negro, la muerte cotidiana en los suburbios de la capital venezolana y "Fantasmas de Chernobil", sobre las huellas del accidente nuclear que sufrió Ucrania. Otros trabajos son "Sueños de princesas" donde se muestran las celebraciones de los 15 años en la Cuba actual o "Danube Revisited", proyecto a través del cual 9 fotógrafas (Olivia Arthur, Emily Schiffer, Claire Martin, Claudia Guadarrama, Mimi Chakarova, Ami Vitale, Jessica Dimmok y Kathryn Cook) galardonadas con el mismo premio Inge Morath recorren Europa siguiendo el curso del río Danubio, y del que Basolí es una de sus impulsoras. Con este viaje pretenden homenajear a la fotógrafa Inge Morath, pionera en la agencia Magnum, y reivindicar la voz de las mujeres en la fotografía documental.
Basolí compagina trabajos personales con trabajos por encargo para medios como El País Semanal, El Mundo Magazine, La Vanguardia Magazine, The Sunday Times Magazine, Foto8, Internazionale, Photo Magazine, Correio da Manhá, Expresso, El Universal, Milenio y La Nación.

### Exposiciones[7]
- 2016 Ser Otra, dentro del ciclo No todo va a ser hablar, Caixa Forum, Zaragoza (España).
- 2015 Photo Junctions with Lagos Photo, Thought Pyramid Art Centre, exposición grupal, Abuya (Nigeria).
- 2014 Documentary photography, Baku Museum of Modern Art, exposición grupal, Baku (Azerbaiyán).
- 2012 Under Pressure, European Parliament, exposición grupal, Bruselas (Bélgica).
- 2012 Inge Morath Award, Fotohof Gallery, exposición grupal, Salzburgo (Austria).
- 2011 La Hora del Recreo, tour exposición colectiva (América Latina).
- 2011 La Sucursal del Cielo, Sala Montehermoso, festival Periscopio, exposición individual, Vitoria (España).
- 2010 No Revolution, Galeria 2piR, Festiwal Fotodokumentu, exposición colectiva, Poznan (Polonia).
- 2010 La Sucursal del Cielo, Dr. Nopo Gallery, exposición individual, Valencia (España).
- 2009 Closing in – Human Conditions, Noorderlicht International Photofestival, exposición colectiva, Groningen (Holanda).
- 2009 En la vía, Feria Iberoamericana de Arte, Centro cultural Corp Banca, exposición colectiva, Caracas (Venezuela).
- 2009 FotoPres’09, Caixaforum,tour exposición colectiva (España).
- 2008 Descubrimientos PhotoEspaña, El Águila, exposición colectiva, Madrid (España).
- 2008 Venezuela(s), Casa Amèrica Catalunya, exposición individual, Barcelona (España).

## Reconocimientos
- Beca del Festival de Fotoperiodismo de Gijón 2005.
- Beca del Festival de Fotoperiodismo de Albarracín 2007.
- Finalista Descubrimientos PHE08.
- Beca Clic'08. Generalidad de Cataluña.
- Beca Fotopres 2009. Fundación La Caixa.[8]
- Premio Inge Morath 2010. Fundación Magnum.
- Premio ANI, "Visa pour l’image" 2011.[9]

## Obra
- 2011 – La Hora del Recreo. Publicación colectiva: Walter Astrada, Lurdes R. Basolí, Maximiliano Braun, Fernando Moleres, Carlos Spottorno. Lunwerg Editores. ISBN 9788497856973.
- 2010 – Persistence. Publicación colectiva: Joop Swart Masterclass: Lurdes R. Basolí, Maisie Crow, Giulio Di Sturco, Sarah Elliott, Adam Ferguson, Andrea Gjestvang, Lissette Lemus, Justin Maxon, Dominic Nahr, Saiful Huq Omi, Ed Ou, Álvaro Ybarra Zavala. World Press Photo. ISBN 9789080369894.
- 2009 – Human conditions: Noorderlicht. Stichting Aurora Borealis. ISBN 9789076703411.
- 2009 – Fotopres’09. Publicación colectiva: Mikel Aristregi, Lurdes R. Basolí, Jo Expósito, Aleix Plademunt, Marta Ramoneda, Fosi Vegue, Emilio Morenatti, Walter Astrada, Alfonso Moral. Fundació La Caixa. ISBN 9788499000220